# IC 704
IC 704 ist ein inexistentes Objekt im Sternbild Becher am Südsternhimmel, welches der US-amerikanische Astronom Lewis A. Swift am 21. April 1889 fälschlich als IC-Objekt beschrieb.